# Bulmeurt (art)
Bulmeurt (Hyoscyamus niger) er en 25-80 cm høj urt, der i Danmark vokser på stenede strandvolde og på forstyrret jord omkring bebyggelse. Hele planten, men især frøene, er stærkt giftig. Den findes hist og her i de fleste egne af Danmark. Bl.a. på Sprogø.

## Beskrivelse
Bulmeurt er en en- eller toårig, urteagtig plante med en opret, busket vækst. Stænglen er kraftig, bugtet og tæt beklædt med klæbrige hår. Bladene er spredtstillede og ægformede med en grovtandet til let fliget rand. Begge bladsider er græsgrønne og dækket af klæbrige hår.
Blomstringen sker i juni-september, hvor man finder blomsterne samlet i en endestillet svikkel. De enkelte blomster er 5-tallige og krukkeformede, men svagt uregelmæssige, da kun den ene side har dybt indskårne kronblade. Kronen er lyst gulligt-brun med et netagtigt,mønster af violette årer. Frugterne er kapsler med låg, kaldet buddiker, som indeholder mange frø og er omgivet af det blivende bæger.
Rodnettet består af en dybtgående pælerod og et stort antal, lange siderødder.
Højde x bredde og årlig tilvækst: 0,50 x 0,40 m (50 x 40 cm/år).

## Hjemsted
Arten er udbredt i Nordafrika, Mellemøsten, Kaukasus, Centralasien, Sibirien, Kina, Himalaya og det sydlige og centrale Europa. I Danmark – som også andre steder – findes den mest på ruderater og andre tidligere dyrkningssteder (kloster- og borgruiner), men også spredt derfra til vejkanter, stenede strandvolde og tørre skråninger. Den foretrækker lysåbne og halvtørre voksesteder med et højt indhold af næringsstoffer.
I Kashmirdalen i Indien findes arten på en tør og sandet jord, der stort set kun får nedbør om vinteren. Her vokser den sammen med bl.a. agerranunkel, cikorie, hamp, hyrdetaske, kransburre, alm. kællingetand, pigæble, skarntyde, Cynoglossum denticulatum (en art af hundetunge), Eragrostis nigra (en art af kærlighedsgræs), filtbladet kongelys, kransskærmaks, lancetvejbred, langbladet mynte, lægejernurt, prikbladet perikon, rød arve, stivhåret vejsennep og stor nælde

## Giftvirkning
Hvis mennesker indtager bulmeurt, er de typiske virkninger hallucinationer, udvidede pupiller, hvileløshed samt sviende og tør hud. I alvorlige tilfælde ses mindre almindelige symptomer: Rødmen, tørre slimhinder, uro, døsighed eller hallucinationer, forvirring, udvidede pupiller, urolig hjerterytme, bevidstløshed, koma og død. Dødelig dosis ligger for scopolamin på 50 mg, men allerede mindre doser kan fremkalde lammelse af åndedrættet og derigennem også død. Til trods for den kraftige giftvirkning på fugle og pattedyr bruger nogle sommerfuglearters larver den som føde.
Et stof, der findes i bulmeurt, hyoscyamin, bliver under navnet Egazil brugt mod irritation og spasmer i fordøjelseskanalen.
Bulmeurt kan være giftig selv i små doser. Dens engelske navn Henbane stammer fra det angelsaksiske hennbana = "dræberen af høns" fordi planten, ifølge nogle, ofte blev brugt af hønsetyve. De brændte frøene fra planten i et hønsehus, hvilket resulterede i, at hønsene blev bedøvet af røgen og kunne stjæles med lethed.
Hyoscyamin, scopolamin, og andre alkaloider af tropangruppen er blevet fundet i plantens blade og frø. Indholdet af tropane alkaloider er størst i frøene.

## Anvendelse
Bulmeurt blev historisk brugt i kombination med andre planter, så som alrune, galnebær og pigæble, til bedøvelse og på grund af sine psykoaktive egenskaber i forskellige slags magisk bryg. Man brugte den oprindeligt på det europæiske fastland og i Asien, men siden spredte det sig til England i middelalderen, hvor man på det tidspunkt også begyndte at dyrke den som lægeplante i Danmark. De gamle grækeres brug af bulmeurt blev dokumenteret af Plinius. Man formoder at det var frøene af denne plante, registreret som herba Apollinaris, der blev anbragt i glødeilden under Apollons præstinder, når de skulle afgive spådomme ved oraklet i Delfi. Bulmeurt var en vigtig bestanddel i de salver, heksene angiveligt smurte sig med, når de (i fantasien) fløj til Bloksbjerg. Røgen fra bulmeurt virker søvndyssende. Ifølge Simon Paulli (1648) benyttede hønsetyve bulmeurtrøg til at bedøve hønsene, de stjal fra hønsehuse; deraf plantens engelske navn, henbane.

### Smagsstof
Udtræk af planten blev traditionelt brugt som smagsstof i tysk pilsnerøl, indtil det bayerske reinheitsgebot (= "renhedspåbud") blev indført i 1516. Her forbød man brugen af bulmeurt og tillod kun humle som det eneste tilsætningsstof. Bulmeurt eller hyoscyamus var også kendt som bedøvelsesmiddel i de første arabiske hospitaler.